# Ланкастер (Південна Кароліна)
Ланкастер (англ. Lancaster) — місто (англ. city) в США, в окрузі Ланкастер штату Південна Кароліна. Населення — 8460 осіб (2020).

## Географія
Ланкастер розташований за координатами 34°43′27″ пн. ш. 80°46′46″ зх. д. / 34.72417° пн. ш. 80.77944° зх. д. (34.724035, -80.779336).  За даними Бюро перепису населення США в 2010 році місто мало площу 16,83 км², з яких 16,61 км² — суходіл та 0,21 км² — водойми.

## Демографія
Згідно з переписом 2010 року, у місті мешкало 8526 осіб у 3510 домогосподарствах у складі 2160 родин. Густота населення становила 507 осіб/км².  Було 3981 помешкання (237/км²).
Расовий склад населення:
| - 51,3 % — чорних або афроамериканців - 43,0 % — білих - 0,9 % — азіатів - 0,2 % — корінних американців - 3,5 % — осіб інших рас |

До двох чи більше рас належало 1,1 %. Частка іспаномовних становила 5,7 % від усіх жителів.
За віковим діапазоном населення розподілялося таким чином: 25,3 % — особи молодші 18 років, 58,4 % — особи у віці 18—64 років, 16,3 % — особи у віці 65 років та старші. Медіана віку мешканця становила 36,9 року. На 100 осіб жіночої статі у місті припадало 85,0 чоловіків;  на 100 жінок у віці від 18 років та старших — 79,3 чоловіків також старших 18 років.
Середній дохід на одне домашнє господарство  становив 42 933 долари США (медіана — 29 974), а середній дохід на одну сім'ю — 53 425 доларів (медіана — 38 826). Медіана доходів становила 33 188 доларів для чоловіків та 28 716 доларів для жінок. За межею бідності перебувало 30,1 % осіб, у тому числі 42,1 % дітей у віці до 18 років та 19,8 % осіб у віці 65 років та старших.
Цивільне працевлаштоване населення становило 3530 осіб. Основні галузі зайнятості: виробництво — 17,8 %, освіта, охорона здоров'я та соціальна допомога — 17,6 %, мистецтво, розваги та відпочинок — 15,1 %, науковці, спеціалісти, менеджери — 12,7 %.